# رجیستری موبایل
سامانه هوشمند مدیریت تجهیزات ارتباطی همتا پایگاه داده‌ای است زیرمجموعه سامانه جامع تجارت ایران منتسب به طرح ثبت تجهیزات دارای سیم کارت (رجیستری) که با مشارکت وزارت صنعت، معدن و تجارت، وزارت ارتباطات و فناوری اطلاعات، اپراتورهای تلفن همراه، ستاد مرکزی مبارزه با قاچاق کالا و ارز و گمرک ج.ا. ا به اجرا گذاشته شده‌است . سیمکارت IMEIدوم موبایل و تبلت‌های دو سیم کارت خور احتیاج به تأیید اصالت ندارد.

## نرخ مالیات
حقوق ورودی موبایل برابر ۵ درصد است (۴ درصد حقوق گمرکی به علاوه ۱ درصد سود بازرگانی). اما از ابتدای سال ۱۴۰۰، بر اساس قانون بودجه این سال، حقوق ورودی موبایل‌های بالای ۶۰۰ دلار، برابر ۱۲ درصد تعیین شد.

## روش کار
هر تلفن همراه دارای یک شناسه ۱۵ رقمی منحصربه‌فرد (IMEI) است. در این طرح از یک پروتکل دو مرحله‌ای استفاده می‌شود، به این ترتیب که IMEI گوشی وارداتی در بدو ورود به کشور ایران ثبت می‌شود و به آن یک کد فعالسازی منحصر به‌فرد اختصاص داده می‌شود. در هنگام خرید گوشی همراه، کد اختصاص داده شده به خریدار داده می‌شود. خریدار به وسیله درگاه‌های سامانه همتا، شناسه (IMEI) دستگاه، کد فعالسازی و شماره سیم‌کارت خود را به سامانه همتا ارسال کرده و سپس می‌تواند از دستگاه مورد نظر با سیم‌کارت مورد نظر استفاده نماید.

## زمان شروع طرح
طرح ثبت تلفن همراه (رجیستری) از تاریخ ۱۴ آذر ۱۳۹۶ با مشمول شدن برند آیفون اولین فاز اجرایی خود را شروع کرد.
در ابتدای طرح رجیستری، پایش (مانیتورینگ) شبکه برای شناسایی دستگاه‌هایی که قبلاً فعال بوده‌اند انجام شد (معروف به دوره رؤیت) و تمامی دستگاه‌هایی که در دوره رؤیت، سابقه‌ای از فعالیت آن‌ها در شبکه وجود داشت، به عنوان دستگاه قانونی شناخته شدند.
پس از شروع طرح رجیستری، تنها دستگاه‌هایی که پیش از شروع طرح روشن بوده‌اند یا از مبادی قانونی وارد کشور شوند، امکان استفاده از خدمات شبکه اپراتوری داخل کشور را خواهند داشت.
مرحله دوم طرح رجیستری:
با تصمیم کمیته راهبری طرح پیشگیری از قاچاق گوشی تلفن همراه و تجهیزات سیم‌کارت‌خور، رجیستری ساعت‌های هوشمند از دوازدهم تیر ۱۴۰۰ و تجهیزاتی مانند بارکد اسکنر، مبدل تلفن ثابت به سیار و PDA از نوزدهم تیر سال ۱۴۰۰ آغازشد.
همچنین رجیستری تبلت‌ها از دوم مردادماه ۱۴۰۰ آغاز می‌شود. بر این اساس برند لنوو از دوم مرداد ۱۴۰۰ و سایر برندهای تبلت از نهم مردادماه ۱۴۰۰ مشمول طرح رجیستری می‌شوند.

## مراحل خرید دستگاه موبایل نو آکبند
1. مرحله یک: استعلام اصالت شناسه (IMEI) درج شده روی جعبه
2. مرحله دو: کنترل پاسخ استعلام اصالت (قانونی بودن، یکسان بودن مشخصات دستگاه ذکر شده در متن پیامک با مشخصات ظاهری دستگاه، نوع واردات، روشن شدن یا نشدن دستگاه در کشور)
3. مرحله سه: بررسی یکسان بودن شناسه (IMEI) روی جعبه و دستگاه
4. مرحله چهار: فعال‌سازی دستگاه برای سیم‌کارت خریدار

## خرید دستگاه کارکرده (دست دوم)
1. مرحله یک: استعلام اصالت شناسه (IMEI) درج شده روی جعبه
2. مرحله دو: کنترل پاسخ استعلام اصالت (قانونی بودن، تطابق مشخصات دستگاه ذکر شده در متن پیامک با مشخصات ظاهری دستگاه، نوع واردات، روشن شدن یا نشدن دستگاه در کشور)
3. مرحله سه: بررسی یکسان بودن شناسه (IMEI) روی جعبه و دستگاه
4. مرحله چهار: انجام فرایند انتقال مالکیت توسط فروشنده
5. مرحله پنج: فعال‌سازی دستگاه برای سیم‌کارت خریدار